# Pilotwings Resort
Pilotwings Resort est un jeu vidéo de simulation aérienne développé par Monster Games et édité par Nintendo, sorti en 2011 sur Nintendo 3DS. Il fait partie de la série Pilotwings.

## Système de jeu
Pilotwings Resort est un jeu de simulation aérienne dans lequel le joueur doit accomplir une quarantaine de missions aux commandes de sept aéronefs différents : un avion, un jetpack, un deltaplane, un jet, un super delta, un super propulseur et, dans une des missions, un costume d'écureuil volant. Le mode vol libre permet également d'explorer l'archipel Wuhu (l'île de Wii Sports Resort et de Wii Fit) en toute liberté à la recherche de bonus avec ces aéronefs.

## Développement
Le jeu est dévoilé par Nintendo durant l'Electronic Entertainment Expo 2010. Une démo jouable y est présentée. Pilotwings Resort sort au lancement de la Nintendo 3DS, soit le 14 avril 2011 au Japon, le 25 mars 2011 en Europe et le 27 mars 2011 en Amérique du Nord.